# Gianni Silvestrini
Giovanni Silvestrini, detto Gianni (Aosta, 26 dicembre 1947), è un ambientalista, saggista è stato consigliere del ministro per lo sviluppo economico Pier Luigi Bersani, del ministro Edo Ronchi e direttore generale del Ministero dell'Ambiente. italiano.

## Biografia
Ha studiato ingegneria chimica al Politecnico di Torino, dove ha conseguito la laurea nel 1975 con una tesi sulle energie rinnovabili. La sua carriera si è sviluppata nel contesto della ricerca e dell'applicazione di soluzioni innovative per promuovere la sostenibilità ambientale l'efficienza energetica e l'uso delle energie rinnovabili è considerato uno dei massimi esperti su questi temi.
Ha collaborato quale ricercatore dal 1977 al 2014 con l'Università degli Studi di Palermo, con il Lawrence Berkeley National Laboratory gestito dall'Università della California, col Consiglio Nazionale delle Ricerche a Palermo sia presso lo IEREN (Istituto per l'edilizia ed il risparmio energetico) che presso l'ITD (Istituto Tecnologie Didattiche), e con il Politecnico di Milano.

## Ruoli istituzionali
È stato consigliere di Edoardo Ronchi, ministro dell'ambiente  nei governi Prodi I, D'Alema I dal 1997 al 2000. Successivamente, sempre al ministero dell'ambiente assume il ruolo di direttore generale dello IAR Servizio per l'Inquinamento Atmosferico e Rischi industriali. Con questi ruoli Silvestrini ha collaborato alla definizione delle politiche sul clima
Nel 2006 diviene consigliere del Ministro per lo Sviluppo Economico Pier Luigi Bersani dove ha seguito i provvedimenti di efficienza energetica in edilizia e Industria 2015 per l'energia. Successivamente assume la presidenza della sezione italiana del Comitato Ecolabel-Ecoauditdit Ecolabel europeo della Agenzia per la protezione dell'ambiente e per i servizi tecnici.
Caduto il Governo Prodi II sposa pubblicamente la promessa ambientalista di Barack Obama che vuole «mettere fine entro 10 anni alla dipendenza dal petrolio, 10% di rinnovabili entro 4 anni, ridurre in 10 anni del 15% i consumi di elettricità», e trasferire 15 miliardi di dollari all'anno dalle industrie carbonifere allo sviluppo delle fonti rinnovabili e dell'efficienza energetica, in linea col "pacchetto 20-20-20" dell'UE.

## Attività didattico scientifica
Ha svolto attività di ricerca e didattica presso il Politecnico di Milano ed è il responsabile del master universitario RIDEF 2.0 promosso dal Dipartimento di Energia del Politecnico e collabora con l'Università degli Studi di Palermo.
Ha partecipato al Task 11 della Agenzia internazionale dell'energia che si occupa di risparmio energetico e impiego dell’energia solare negli edifici commerciali e ha coordinato gli studi, finanziati dall'Unione europea, per la riduzione delle emissioni di CO2 del Comune di Bologna e quelli per la diffusione delle fonti rinnovabili del comune di Palermo dove ha contribuito alla redazione dell'aggiornamento al Piano Energetico Ambientale della Regione Siciliana. Ha fatto parte di commissioni di esperti per la valutazione di progetti di ricerca nel settore energetico per conto della Direzione Generale XVII dell’Unione europea. Ha inoltre coordinato nel 2006-7 per il Politecnico di Milano la ricerca "Valutazione dei costi degli interventi di risparmio energetico ammissibili ai sensi dei decreti ministeriali 20 luglio 2004" per conto dell’Autorità per l'energia elettrica ed il gas.
È direttore scientifico della rivista e del portale QualEnergia.it e di Kyoto Club; in questa veste è stato più volte audito dalla commissione ambiente della Camera dei deputati.
Ex presidente del Green Building Council Italia, al 2009 è presidente di Exalto, una società di servizi progettuali e di consulenza strategica (ESCo) attiva nel campo delle rinnovabili e dell'economia circolare. Ricopre anche la carica di presidente onorario del Coordinamento FREE (Coordinamento Fonti Rinnovabili ed Efficienza Energetica), che riunisce 27 associazioni italiane operanti nel settore.
È responsabile scientifico di Ecomondo e K Energy organizzate da Rimini Fiera.

## Riconoscimenti
Nel 2001 ha vinto l'European Solar Prize di Eurosolar Italia per "l’impegno speso nella promozione delle fonti energetiche rinnovabili".
Nel 2022 è vincitore del Premio Demetra per la saggistica ambientale.

## Opere
È autore di più di 100 articoli scientifici e coautore e curatore di vari libri:
- Architettura solare, coautori M. Bottero, G. Rossi, G. Scudo, Clup, 1984;
- Il futuro del sole, coautore Federico Butera, Editore Franco Angeli - Lega per l’Ambiente, 1990;
- Il contributo degli Enti locali alla riduzione dei gas serra, Roma, 2004;
- La corsa della green economy, Edizioni Ambiente, 2010;
- 2 °C, Innovazioni radicali per vincere la sfida del clima e trasformare l'economia, Edizioni Ambiente, 2015, 2ª edizione, 2016
- Le trappole del clima, coautore Giovanni Battista Zorzoli, Edizioni Ambiente, 2020
- Che cosa è l’energia rinnovabile oggi, Edizioni Ambiente, 2022